# Abietilammina
Con il termine abietilammina (o, meno correttamente, abietilamina) si identifica una resina ricavata da alcune conifere e composta da una miscela costituita prevalentemente da deidroabietilammina oltre ai composti diidro- e tetraidroderivati.
Liquido ambrato vischioso, insolubile in acqua ma solubile in molti solventi organici, dà le reazioni classiche delle ammine primarie.
In commercio esistono diverse formulazioni tra cui le più conosciute ed utilizzate sono le abietilammina tecnica, abietilammina acetato (solubile al 50% in acqua) e abietilammina pentaclorofenato, una pasta solubile negli olii e nei solventi alifatici ed aromatici.

## Usi
L'abietilammina ha proprietà antibatteriche, alghicide ed antifungine. I maggiori impieghi riguardano il trattamento di acque, tessuti, cordame, adesivi, pitture. Il tipo acetato è molto più attivo come alghicida anche a basse concentrazioni, mentre il tipo pentaclorofenolato pur avendo attività come fungicida paragonabile al pentaclorofenolo, è meno tossico e più persistente di quest'ultimo.

## Tossicità
Non viene impiegata per uso farmaceutico o veterinario in quanto risulta irritante per le mucose, anche se la tossicità orale acuta è relativamente bassa:
- abietilammina tecnica DL50 acuta orale 
  - ratti 2500mg/Kg
  - cavie 700mg/Kg
- abietilammina acetato DL50 acuta orale 
  - ratti 850mg/Kg
  - cavie 650mg/Kg
- abietilammina pentaclorofenato DL50 acuta orale 
  - ratti 300mg/Kg (in olio di oliva 78mg/Kg)
  - cavie 400mg/Kg